# Южное сияние
«Южное сияние» (англ. The Southern Lights) — второй эпизод второго сезона американского мультсериала «Легенда о Корре».

## Сюжет
Уналак хочет отвезти Корру на южный полюс. Семья Тензина прибывает в Южный храм воздуха. Команда Аватара собирается в путь, и отец Корры настаивает на том, чтобы его взяли. Уналак возражает. Болин приходит к команде в новой одежде и с новым снежным мотоциклом, которые ему подарил Варик. Корра разрешает отцу поехать, но просит не мешать, а Эска и Десна садятся в коляску к Болину. Вечером, надвигаясь к южному полюсу, Уналак говорит Корре, что там она должна будет открыть портал в мир духов для восстановления равновесия при наступлении зимнего солнцестояния. Экспедиция замечает духов, преследующих их, и скрывается от них. Они разбивают лагерь, и Уналак вынуждает Тонрака раскрыть правду о себе. Отец Корры рассказывает, что его изгнали из северного племени Воды. Он был генералом и защищал свой народ от врага, загнав того в лес духов. Тонрак одолел противников, но уничтожил лес, что вызвало гнев духов, и они пришли громить племя. Уналак усмирил их, но из-за серьёзного причинённого урона их отец изгнал Тонрака из страны, и тот отправился в южное племя, чтобы начать новую жизнь. Корра злится, что отец скрывал это, и уходит.
Тензин с детьми приходит в святилище Южного храма воздуха и следит, чтобы младшие ничего не сломали, а Джинора рассматривает статую дедушки Аанга. Приближаясь к южному полюсу, отец уговаривает Корру повернуть назад, но она отказывается. Уналак сообщает, что на юге нет сияния, ибо после столетней войны северный народ помог братскому племени восстановиться как нации, но не вернул их утерянную духовность. Начинается шторм. На команду нападают духи и крадут припасы. Уналак усмиряет их, а Тонрак снова хочет идти обратно. Дочь говорит ему уходить одному. Мако обещает Тонраку защищать Корру. Потом она спрашивает, о чём они говорили, пытаясь выяснять, на чьей он стороне, но Мако отвечает, что просто хочет помогать. Группа прибывает к ледяному лесу, и Корре предстоит одной идти туда, чтобы открыть портал. Там она натыкается на духов, но одолевает их, и находит портал. Джиноре не спится, и она снова идёт в святилище, видя статую незнакомого Аватара. Корра не может открыть портал, и в лесу появляется больше духов, которые утаскивают девушку, но она входит в состояние Аватара и успевает пробить лёд. Портал открывается, и начинается южное сияние. Перед Джинорой загорается статуя неизвестного Аватара. Уезжающий отец замечает, что его дочь справилась, и Корра выходит из леса. Уналак благодарит её за первый шаг к возвращению равновесия. Наутро, вернувшись к южному племени Воды, Корра видит приближение войск северного племени. Уналак заверяет, что им нужно ещё многое сделать для объединения племён.

## Отзывы

Динамика оценок IGN к эпизодам 2 сезона мультсериала

Макс Николсон из IGN поставил эпизоду оценку 8,3 из 10 и написал, что «в отличие от „Мятежного духа“, „Южное сияние“ содержит больше предыстории, особенно касающейся духовного состояния южного племени Воды, которое разжигало конфликт между Тонраком, Уналаком и Коррой». Рецензент отметил, что «воспоминания Тонрака были одним из самых интригующих моментов», которые «было интересно узнать». Критик подумал, что они могут «объяснить, почему у Корры так много проблем со своей духовной стороной», ведь «возможно, как говорится, яблоко от яблони недалеко падает (даже если это яблоко — Аватар)».
Эмили Гендельсбергер из The A.V. Club поставила первым двум сериям оценку «B+». Майкл Маммано из Den of Geek написал, что после открытия портала «всё кажется отличным, пока Корра не возвращается домой и не видит приближающиеся войска Уналака», насторожившись, предполагая его дальнейшие действия.
Главный редактор The Filtered Lens, Мэтт Доэрти, поставил эпизоду оценку «B+» и порадовался раскрытию прошлого о Тонраке. Мордикай Кнод из Tor.com был рад увидеть «отремонтированный Южный храм воздуха» и отметил «вечный шторм [на южном полюсе]».
Премьера двух первых эпизодов второго сезона собрала 2,60 миллиона зрителей у телеэкранов США.